# Fare le valigie
Fare le valigie Prodotta da Mauro Malavasi, che cura anche gli arrangiamenti. è un brano musicale del cantante italiano Luca Carboni.  è il primo singolo che anticipa l'uscita dell'album Senza titolo del 2011, trasmesso in radio dal 17 giugno.

## Formazione
- Luca Carboni – voce, cori
- Mauro Malavasi – pianoforte, tastiera, percussioni, cori, arrangiamenti

## Il video
Il videoclip è stato diretto dal regista Leandro Manuel Emede e girato al luna park dell'Idroscalo di Milano alla fine di maggio 2011. Si alternano riprese di giovani che si divertono in auto, e Carboni che canta all'interno del parco giochi.
Viene reso disponibile sul canale YouTube di Luca Carboni VEVO subito con la pubblicazione del singolo.

## Tracce
Download digitale
1. Fare le valigie